# The Voice Hrvatska (2. sezona)
The Voice Hrvatska je glazbeni reality talent show, dio franšize The Voice temeljen na nizozemskom showu The Voice of Holland.
Voditelji druge sezone bili su Iva Šulentić i Ivan Vukušić, a mentori Tony Cetinski, Jacques Houdek, Ivan Dečak i Indira Levak. Druga sezona emitirana je 2016. Pobjednica druge sezone je Ruža Janjiš, a natjecali su se i Eni Jurišić, Stefani Žužić, Vedran Ljubenko, Alen Đuras i ostali. I druga sezona imala je podnaslov "Najljepši glas Hrvatske" koji se od treće sezone prestao koristiti, rezultirajući promjenom imena u samo "The Voice Hrvatska".

## Natjecatelji
Svaki mentor je na audicijama izabrao 10 natjecatelja, za razliku od 12 iz prve sezone. Nakon audicija, slijedili su dvoboji, zatim knockout faza, te emisije uživo.
| Tim Jacques Houdek | Tim Indira Levak | Tim Tony Cetinski | Tim Ivan Dečak |
| --- | --- | --- | --- |
| - Rino Petrović - Stefany Žužić - Rea Matić - Petra Vurušić - Alen Đuras - Stela Paradžik - Kristina Krolo - Ivana Benc - Vjekoslav Ključarić - Ivona Šimunić | - Marko Domjan - Ana Dorotić Burmaz - Maja Tošić - Alen Bulić - Ivana Sutlović - Lucija Lučić - Ruža Janjiš - Milan Prša - Katarina Vučetić - Eni Jurišić | - Edgar Rupena - Ivo Marinković - Monika Perić - Matea Dujmović - Bruno Banfić - Ana Bustruc - Sanja Berković - Lara Demarin - Ana Androić Knežević - Branka Mrčela | - Tajana Belina - Mirta Dautović - Mirna Ružić - Ivana Brkašić - Ivan Anić - Vedran Ljubenko - Valentina Gyerek - Dorotea Marić Popović - Tajana Turković - Marjan Slavica |

## Audicije

### Prva emisija
Mentori: Everybody Needs Somebody
Edgar Rupena: Granada
Marko Domjan: Folsom Prison Blues
Ana Dorotić Burmaz: Summertime
Tajana Belina: His Eye Is On The Sparrow
Ivo Marinković: Crazy
Maja Tošić: Somebody To Love
Mira Dautović: One And Only
Monika Perić: Respect

### Druga emisija
Rino Petrović: Un' emozione per sempre
Stefany Žužić: Caruso
Mirna Ružić: Soon We'll Be Found
Ivana Brkašić: Wrecking Ball
Matea Dujmović: Feeling Good
Alen Bulić: Da sam ja netko
Ivana Sutlović: Thunderstruck
Rea Matić: Turning tables

### Treća emisija
Petra Vurušić: One night only
Ivan Anić: Fly Away
Ana Bustruc: Torn
Alen Đuras: Thinking Out Loud
Vedran Ljubenko: It's a Man's, Man's, Man's World
Bruno Banfić: Lonely Boy
Stela Paradžik: Royals
Lucija Lučić: No One
Sanja Berković: Jolene

### Četvrta emisija
Kristina Krolo: The Story
Lara Demarin: Price Tag
Ruža Janjiš: You Shook Me All Night Long
Ana Androić Knežević: Sunrise
Milan Prša: You Do Something To Me
Katarina Vučetić: Give Me One Reason
Valentina Gyerek: Boulevard Of Broken Dreams
Ivana Benc: Don't You Remember

### Peta emisija
Dorotea Marić Popović: Rehab
Vjekoslav Ključarić: Unchain My Heart
Tajana Turković: I'd Rather Go Blind
Branka Mrčela: Stronger
Ivona Šimunić: Sorry Seems To Be The Hardest Word
Marjan Slavica: Do I Wanna Know?
Eni Jurišić: Nutbush City Limits

## Dvoboji

### Prva emisija
Mentori: I Love Rock'n'Roll
Kristina vs. Rino: Baila Morena
Ana vs. Matea: It Must Have Been Love
Mirna vs. Tajana: Foolish Games
Eni vs. Milan: Like I Can
Ana vs. Bruno: Anđeo u tebi
Stefany vs. Alen: Lay Me Down

### Druga emisija
Dorotea vs. Vedran: Roxanne
Rea vs. Stela: American Boy
Ruža vs. Katarina: Rolling In The Deep
Ana vs. Alen: Zar je voljeti grijeh
Sanja vs. Ivo: I Lived
Tajana vs. Mirta: Flashlight
Ivan vs. Marjan: Down In The Past

### Treća emisija
Ivana vs. Valentina: Squander
Ivana vs. Maja: Next To Me
Branka vs. Edgar: You Raise Me Up
Ivona vs. Vjekoslav: If I Ain't Got You
Lucija vs. Marko: Ugasi me
Ivana vs. Petra: Make You Feel My Love
Lara vs. Monika: Moves Like Jagger

## Knockouti

### Prva emisija
Mentori Tony & Jacques: Tugo moja
Ruža Janjiš: Try
Lucija Lučić: Impossible
Ivana Sutlović: If I Were A Boy
Stefany Žužić: Let It Go
Eni Jurišić: Who's Lovin' You
Ana Dorotić Burmaz: Locked Out Of Heaven
Vjekoslav Ključarić: Great Balls Of Fire
Tajana Belina: Circle Of Life
Ivana Brkašić: Everlong
Marjan Slavica: Never Tear Us Apart
Mirna Ružić: Time After Time
Vedran Ljubenko: Superstition

### Druga emisija
Mentori Indira & Ivan: Perfect 10
Edgar Rupena: Chitarra Romana
Sanja Berković: Tainted Love
Ana Androić Knežević: Bridge Over Troubled Water
Rino Petrović: Terra Promessa
Matea Dujmović: When A Man Loves A Woman
Mirta Dautović: Russian Roulette
Ivona Šimunić: Un-Break My Heart
Kristina Krolo: Don't Cry For Louie
Alen Đuras: Hello
Petra Vurušić: One Moment In Time
Rea Matić: Skyfall

## Emisije uživo

### Prva emisija
Zajednički nastup 16 natjecatelja
Alen Đuras: Ozdravi mi ti
Ivana Sutlović: Love Me Like You Do
Petra Vurušić: Drugo ime ljubavi
Rea Matić: Fever
Matea Dujmović: Maniac
Ruža Janjiš: Fields Of Gold
Eni Jurišić: Cheating
Lucija Lučić: Da se opet tebi vratim
Ana Androić Knežević: Fragile
Monika Perić: I Was here
Ivona Šimunić: Nek' ti bude kao meni
Edgar Rupena: Adagio
Tajana Belina: Sve je neobično ako te volim
Vjekoslav Ključarić: Georgia On My Mind
Stefany Žužić: Memory
Vedran Ljubenko: Stairway To Heaven

### Druga emisija
Zajednički nastup 12 natjecatelja
Monika Perić: Kao da me nema tu
Edgar Rupena: Pismo ćali
Ana Androić Knežević: Runnin' (Lose It All)
Petra Vurušić: Love On Top
Alen Đuras: Just The Way You Are
Rea Matić: Rome Wasn't Bulit In A Day
Stefany Žužić: Moja posljednja i prva ljubavi
Vedran Ljubenko: Billie Jean
Tajana Belina: Forever Young
Lucija Lučić: Ako je vrijedilo išta
Ruža Janjiš: Skyscraper
Eni Jurišić: Što učinila si ti

### Treća emisija (Polufinale)
Vedran Ljubenko: Here I Go Again
Tajana Belina: You've Got The Love
Ivan, Tajana i Vedran: Gorim
Eni Jurišić: Son Of A Preacher Man
Ruža Janjiš: Bože, brani je od zla
Monika Perić: Joyful, Joyful
Edgar Rupena: Mama
Indira, Eni i Ruža: Feniks
Tony, Monika i Edgar: Easy Lover
Petra Vurušić: When We Were Young
Alen Đuras: Chandelier
Jacques, Petra i Alen: Get Lucky

### Četvrta emisija (Finale)
Zajednička izvedba 16 natjecatelja
Alen Đuras: Thinking Out Loud
Edgar Rupena: Granada
Vedran Ljubenko: It's A Man's, Man's, Man's World
Ruža Janjiš: You Shook Me All Night Long
Alen i Jacques: Love Runs Out
Edgar i Tony: O, sole mio
Vedran i Ivan: Sex On Fire
Ruža i Indira: Let's Get Loud
Alen Đuras: Ako me nosiš na duši
Edgar Rupena: Torna a surriento
Vedran Ljubenko: Crazy
Ruža Janjiš: Iz jednog pogleda
Mentori i stručni timovi: Purple Rain